# 重铬酸锂
重铬酸锂是一种无机化合物，化学式为Li2Cr2O7。

## 制备
重铬酸锂的二水合物可由碳酸锂和三氧化铬的水溶液反应，至pH为3.5时，结晶得到。二水合物在110°C长时间加热得到无水物。